# The Ladies Man
The Ladies Man ist eine US-amerikanische Filmkomödie aus dem Jahr 2000. Der Film basiert auf einer Sketchreihe, die Tim Meadows während seiner Zeit bei Saturday Night Live spielte.

## Handlung
Leon Phelps ist der Moderator einer Radioshow, in der er zweifelhafte Liebes- und Erotiktipps gibt. Er selbst ist ein Macho und absolut von seiner Anziehungskraft überzeugt. Allerdings geht er eines Tages zu weit und wird gefeuert. Glücklicherweise erhält er einen Brief, in dem eine ehemalige Flamme schreibt, seinen Lebensstil weiter voll zu unterstützen und zu finanzieren, wenn er nur zu ihr zurückkommen würde. Unglücklicherweise ist der Brief nicht unterzeichnet, sodass er nicht weiß, von wem er ist. Vielmehr muss er nun all seine vergangenen Eroberungen aufsuchen, um dies herauszufinden. Dabei entdeckt er nicht nur, wie er wirklich auf all die Damen wirkte, sondern wird auch noch von all den gehörnten Ehemännern verfolgt, die ihn töten wollen.

## Kritik
„Müde Komödie, die sich vergeblich an der Parodie eines schwadronierenden Weiberhelden versucht.“

„‚Saturday Night Live‘-Macher Tim Meadows hat mit diesem Film einen seiner TV-Sketche für die Leinwand adaptiert. Doch auf Spielfilmlänge trägt die von Reginald Hudlin ("Boomerang") inszenierte Story nicht. So schleichen sich viele Längen, Doppelungen und zotenhafte Gags ein. Schade, denn die Grundidee hat was.“

„Auch Ladies Man ist eine filmische Nullnummer, eine fantasielose Verbalerotik-Posse, in der Leon ständig von seinem ‚Schwengel‘ schwafelt und Ferkeleien auf dem Niveau kichernder Grundschüler lispelt. Das Ganze sieht aus wie eine öde Sitcom aus dem Spätprogramm – nur, dass einen hier keine Lacher vom Band darauf aufmerksam machen, wenn man wieder eine Pointe verpennt hat.“

## Veröffentlichung
Der Film startete am 13. Oktober 2000 in den US-amerikanischen Kinos und konnte bei einem geschätzten Produktionsbudget von 24 Mio. US-Dollar weltweit knapp 13 Mio. US-Dollar an den Kinokassen wieder einspielen. In Deutschland startete er am 30. August 2001 in den Kinos. Seit dem 16. Mai 2002 ist er als deutschsprachige VHS und DVD erhältlich.